# 布里奇頓 (新澤西州)
布里奇頓是美國新澤西州坎伯蘭縣的縣治。根據2010年人口普查，本城共有人口25,349人，相對2000年來說上升了2,578人，即上升了11.3%。而2000年的人口相對1990年來說則上升了3,829人，即上升了20.2%。

## 地理
布里奇頓的座標為39°25′39″N 75°13′41″W / 39.427518°N 75.227954°W（39.427518,-75.227954）。根據2000年人口普查，本城面積為6.431平方英里（16.66平方），其中6.179平方英里（16.00平方）為陸地，0.252平方英里（0.65平方）為水域，佔總面積的3.92%。